# Quetu (mitologia)
Quetu (em sânscrito: केतु; romaniz.: Ketú) () na astrologia hindu é um dos navagraha que se refere à Lua na astrologia hindu. Em uma de suas mãos segura uma espada e em outra mão um escudo. Metade de seu corpo é de peixe.